# Pterobryopsis kegeliana
Pterobryopsis kegeliana är en bladmossart som beskrevs av Fleischer 1905. Pterobryopsis kegeliana ingår i släktet Pterobryopsis och familjen Pterobryaceae. Inga underarter finns listade i Catalogue of Life.